# Раниславци
Раниславци или Ранислав (на гръцки: Αγάθη, Агати, до 1922 Ρανισλάβ, Ранислав) е село в Егейска Македония, Гърция, в дем Мъглен (Алмопия) на административна област Централна Македония.

## География
Раниславци е разположено на 155 m надморска височина в северната част на котловината Мъглен (Моглена), на 5 km северно от демовия център Съботско (Аридеа).

## История

### В Османската империя
В XIX век Раниславци е село в Ениджевардарска каза на Османската империя. Според Стефан Веркович към края на XIX век Раниславци е българо-мохамеданско селище с мъжко население 157 души и 36 домакинства. Съгласно статистиката на Васил Кънчов („Македония. Етнография и статистика“) към 1900 година в Рониславци живеят 400 българи мохамедани.
Екзархийската статистика за Воденската каза от 1912 година сочи 128 жители.

### В Гърция
През Балканската война в 1912 година селото е окупирано от гръцки части и остава в Гърция след Междусъюзническата война в 1913 година. Боривое Милоевич пише в 1921 година („Южна Македония“), че Раниславци има 67 къщи славяни мохамедани. В 1922 година е преименувано на Агати.
След Гръцко-турската война, в 1924 година мюсюлманското население на Раниславци е изселено в Турция и в селото са настанени гърци бежанци от Мала Азия и Източна Тракия. Според преброяването от 1928 година селото е чисто бежанско с 49 бежански семейства и 192 души.
След Втората световна война жителите на селото се изселват към големите градски центрове.
Селото произвежда тютюн, овошки, пипер, десертно грозде.
| Година    | 1913 | 1920 | 1928 | 1940 | 1951 | 1961 | 1971 | 1981 | 1991 | 2001 | 2011 | 2021 |
| --------- | ---- | ---- | ---- | ---- | ---- | ---- | ---- | ---- | ---- | ---- | ---- | ---- |
| Население | 436  | 352  | 201  | 244  | 174  | 153  | 88   | 56   | 63   | 58   | 32   | 30   |